# Evandro (filosofo)
Evandro (in greco antico: Εὔανδρος?, Eúandros; Focide o Focea, ... – ...; fl. III secolo a.C.) è stato un filosofo accademico greco antico, discepolo e successore di Lacide di Cirene.
Fu scolarca dell'Accademia di Atene insieme a Telecle.
Negli ultimi dieci anni della vita di Lacide (circa 215-205 a.C.), che era gravemente malato, Telecle ed Evandro guidarono l'Accademia. Furono a capo della scuola anche in seguito alla morte di Lacide, pur senza essere stati eletti scolarchi. Alla morte di Telecle, avvenuta nel 167/6 a.C., Evandro continuò a guidare l'Accademia per pochi anni. Gli successe Egesino. 
Non conosciamo alcun aspetto del pensiero del filosofo e i suoi scritti sono andati perduti.